# Bophuthatswana
Bophuthatswana var mellan 1977 och 1994 ett bantustan i Sydafrika, i norra och västra utkanterna av Witwatersrand. Dess yta var 44 000 km² och invånarantalet uppgick år 1991 till 2 420 000 invånare. Bantustanet omfattade sju åtskilda områden, och dess huvudstad var Mmabatho. Bophuthatswana utgör nu del av Sydafrikas Nordvästprovins.
Bophuthatswana befolkades av tswanafolket omkring år 1600. Boerna erövrade området 1837. Som ett led i apartheidpolitiken förklarades Bophuthatswana år 1961 som "hemland" (bantustan) för tswanafolket; också de tswana som inte bodde i området eller någonsin varit där räknades som medborgare i Bophuthatswana. 1977 förklarades det självständigt. Dess självständighet erkändes dock aldrig utanför Sydafrika, och som en följd av de politiska ändringar som ledde fram till fria val 1994 gavs bantustansystemet upp och Bophuthatswana blev konstitutionellt återinlemmat i Sydafrika.